# 존 폴 게티 주니어
존 폴 게티 주니어(John Paul Getty Jr. 1932년 9월 7일 ~ 2003년 4월 17일)는 영국의 박애주의자이며 책 수집가다. 그는 세계에서 가장 부유한 남자 중 한 명이었던 진 폴 게티가 아버지며, 아들은 납치 피해자인 존 폴 게티 3세이다.